# Arhopaloscelis maculatus
Arhopaloscelis maculatus är en skalbaggsart som först beskrevs av Bates 1877.  Arhopaloscelis maculatus ingår i släktet Arhopaloscelis och familjen långhorningar.
Artens utbredningsområde är Taiwan. Inga underarter finns listade.